# 未体験ゾーンの映画たち
未体験ゾーンの映画たち（みたいけんゾーンのえいがたち）は、東京都渋谷区渋谷に位置するココチビルの7・8階「ヒューマントラストシネマ渋⾕」で毎年開催される東京テアトル株式会社主催の劇場発信型映画祭。

## 概要
この映画祭は、様々な理由から日本全国での劇場公開がされない映画作品を、スクリーンで体験してもらうことを前提に毎年開催されている。また、ビデオスルー作品を短期間ながらも劇場公開することで知名度向上につなげる意味合いも持つ。
上映作品の傾向は、ホラー映画からコメディ映画まで多岐にわたり、製作国もハリウッド映画だけでなくアジアの映画やヨーロッパの映画も上映される。

### 鑑賞料金
各作品ごとに鑑賞料金を払う必要があるが、「未体験ゾーンの映画たち」上映作品の半券提示でリピーター割引が適用される。

### 配信
2021年からU-NEXTと連携し、オンライン上映として「未体験ゾーンの映画たち」での上映が終了した作品や過去上映作品を期間限定で有料配信している。

## 沿革
- 2012年（平成24年）1月14日（土） - 東京都渋谷区渋谷の映画館「ヒューマントラストシネマ渋谷」にて、各週1本の割合で計17作品を6月まで上映[3]。
- 2020年（令和2年）1月3日（金）から - 全54作品を上映[4]。
  - 6月19日（金）から - 追加企画「未体験ゾーンの映画たち2020 延長戦」として全23作品上映[5]。
- 2021年（令和3年）1月22日（金）から4月1日（木） - 全42作品上映。
  - 2月5日（金）から5月1日（土） - U-NEXTでオンライン上映として計27作品を配信。特集として過去上映作品も配信開始。
- 2023年（令和5年）1月6日（金）から2月9日（木） - 全32作品を上映。シネ・リーブル梅田では2023年開催予定（開催時期未定）

## 上映作品

### 2012年
全17作品
- 『幸せの行方...』 All Good Things

- 2010年、 アメリカ合衆国
- 『ラバー』
- 『ザ・フィールド』
- 『タッカーとデイル 史上最悪にツイてないヤツら』 Tucker and Dale vs Evil

- 2010年、 カナダ・ アメリカ合衆国
- 『禁断メルヘン 眠れる森の美女』
- 『ヘルレイザー:レベレーション（英語版）』 Hellraiser: Revelations

- 2011年、 アメリカ合衆国・ イギリス
- 『カウボーイ&ゾンビ（英語版）』 The Dead and the Damned

- 2010年、 アメリカ合衆国
- 『バンバン・クラブ -真実の戦場-』 The Bang Bang Club

- 2010年、 カナダ・ 南アフリカ共和国
- 『ザ・チャイルド:悪魔の起源』 Children of the Corn: Genesis

- 2011年、 アメリカ合衆国
- 『ブラッドレイン 血塗られた第三帝国』 BloodRayne: The Third Reich

- 2010年、 アメリカ合衆国・ カナダ・ ドイツ
- 『HIDDEN ヒドゥン』
- 『HUNTERS ハンターズ』
- 『キリング・フィールズ 失踪地帯』 Texas Killing Fields

- 2011年、 アメリカ合衆国
- 『LOFT（原題）』
- 『エターナル』
- 『コネクション マフィアたちの法廷』
- 『メゾン ある娼館の記憶』 L'Apollonide: Souvenirs de la maison close

- 2011年、 フランス

### 2013年
全21作品
- 『陰謀のスプレマシー』 The Expatriate

- 2012年、 アメリカ合衆国・ カナダ・ ベルギー
- 『噂のギャンブラー』 Lay the Favorite

- 2012年、 アメリカ合衆国
- 『エンド・オブ・ザ・ワールド』 Seeking a Friend for the End of the World

- 2012年、 アメリカ合衆国
- 『俺たちサボテン・アミーゴ』 Casa de mi Padre

- 2012年、 アメリカ合衆国
- 『グレイヴ・エンカウンターズ2』
- 『クロッシング・デイ』
- 『コリドー』
- 『ザ・ウォーター・ウォー』
- 『ストレージ24』
- 『ダークホース 〜リア獣エイブの恋〜』
- 『チェリーについて』
- 『地球、最後の男』
- 『チョコレート・ガール バッド・アス!!』
- 『テール しっぽのある美女』
- 『バーニング・クロス』
- 『バーニング・ブライト』
- 『バーニーズ・バージョン ローマと共に』
- 『蜜の味 〜テイスト オブ マネー〜』
- 『モスキートマン』
- 『ロンドン・ヒート』
- 『HIT&RUN』

### 2014年
全28作品
- 『アイ・スピット・オン・ユア・グレイヴ2』
- 『アウトレイジ・ギャング』
- 『アウトロー』
- 『悪魔の秘め事』
- 『アタック・オブ・ザ・50フィート・チアリーダー』 Attack of the 50 Foot Cheerleader

- 2012年、 アメリカ合衆国
- 『アダム・チャップリン』
- 『ガンズ・アンド・ギャンブラー』 Guns, Girls and Gambling

- 2012年、 アメリカ合衆国
- 『ガンズ・アンド・ストレンジャー』
- 『最強ゾンビ・ハンター』
- 『ザ・ドア 交差する世界』
- 『ザ・ハリウッド』
- 『サファリ』
- 『スキンウォーカー・プロジェクト』
- 『スリーデイズ・ボディ 彼女がゾンビになるまでの3日間』
- 『チェインド』
- 『デス・リベンジ ラストミッション』
- 『テーター・シティ〜爆・殺・都・市〜』
- 『パイオニア』
- 『ハウンター』
- 『母なる復讐』
- 『フィンランド式残酷ショッピング・ツアー』
- 『ブロークン・アイデンティティ』
- 『ホワイトタイガー ナチス極秘戦車・宿命の砲火』
- 『ポール・ヴァーホーヴェン/トリック』
- 『ミスティック・アイズ』
- 『ミッドナイトチェイス』
- 『MUD-マッド-』
- 『New York 結婚狂騒曲』

### 2015年
全49作品
- 『アイ・アム・ソルジャー SAS英国特殊部隊（英語版）』 ＩAm Soldier

- 2014年、 イギリス
- 『アイ・スピット・オン・ユア・グレイヴ アナザー（英語版）』 Julia

- 2014年、 アメリカ合衆国
- 『悪魔の存在を証明した男』 The Possession of Michael King

- 2014年、 アメリカ合衆国
- 『アノマリー（英語版）』 The Anomaly

- 2014年、 イギリス
- 『アメリカン・マッスル』 American Muscle

- 2014年、 アメリカ合衆国
- 『インフェクション/感染（英語版）』 Parts per Billion

- 2014年、 アメリカ合衆国
- 『美しき獣（英語版）』 Kiss of the Damned

- 2012年、 アメリカ合衆国
- 『エージェント: コール（英語版）』 Misfire

- 2014年、 アメリカ合衆国
- 『オキュラス/怨霊鏡』 Oculus

- 2013年、 アメリカ合衆国
- 『オール・チアリーダーズ・ダイ（英語版）』 All Cheerleaders Die

- 2013年、 アメリカ合衆国
- 『クロース・エンカウンター 第4種接近遭遇（英語版）』 The Rendlesham UFO Incident; Hangar 10

- 2014年、 イギリス
- 『コウノトリの道 心臓を運ぶ鳥 前編』 Le vol des cigognes - Part One: A Solo Journey; Flight of The Storks Episode 1

- 2013年、 フランス
- 『コウノトリの道 心臓を運ぶ鳥 後編』 Le vol des cigognes - Part Two: Fall in Hell; Flight of The Storks Episode 2

- 2013年、 フランス
- 『コルト45 孤高の天才スナイパー』 Colt 45

- 2014年、 フランス
- 『コードネーム: プリンス』 The Prince

- 2014年、 アメリカ合衆国
- 『ザ・デッド: インディア（英語版）』 The Dead 2: India

2013年、 イギリス
- 『シャークトパスVSプテラクーダ（英語版）』 Sharktopus vs. Pteracuda

- 2014年、 アメリカ合衆国
- 『人造人間13号』 13 Eerie

- 2013年、 カナダ
- 『絶叫のオペラ座へようこそ（英語版）』 Stage Fright

- 2014年、 カナダ
- 『その怪物（英語版）』 몬스터; Monster

- 2014年、 韓国
- 『タイム・チェイサー（英語版）』 I'll Follow You Down

- 2013年、 カナダ
- 『デス・クルー（英語版）』 The Night Crew

- 2015年、 アメリカ合衆国
- 『デッドハング（英語版）』 Free Fall

- 2014年、 アメリカ合衆国
- 『特捜部Q 檻の中の女』 Kvinden i buret; The Keeper of Lost Causes

- 2013年、 デンマーク
- 『トラップ』 Piégé; Trapped

- 2014年、 フランス
- 『ネクロマンティック【HDリマスター版】』 Nekromantik

- 1987年、 西ドイツ
- 『ハイヒールの男』 하이힐 ;Man on High Heels

- 2014年、 韓国
- 『ハニートラップ 大統領になり損ねた男』 Welcome to New York

- 2014年、 アメリカ合衆国・ フランス
- 『ハン・ゴンジュ 17歳の涙』 한공주; Han Gong-ju

- 2014年、 韓国
- 『ファイナル・デッドクルーズ（英語版）』 Donkey Punch

- 2008年、 イギリス
- 『ブルー・リベンジ（英語版）』 Blue Ruin

- 2013年、 アメリカ合衆国
- 『ブレスト要塞大攻防戦（英語版）』 Брестская крепость ;The Brest Fortress

- 2010年、 ベラルーシ・ ロシア
- 『ホラー・シネマ・パラダイス（英語版）』 All About Evil

- 2010年、 アメリカ合衆国
- 『マイ・ライフ・メモリー』 Sunligjt Jr.

- 2013年、 アメリカ合衆国
- 『マシンガン・ツアー リトアニア強奪避航』 Redirected

2014年、 イギリス・ リトアニア
- 『Mr.スキャンダル』 The Look of Love

- 2013年、 イギリス
- 『メイド・イン・アメリカ（英語版）』 Made in America

- 2013年、 アメリカ合衆国
- 『余命90分の男』 The Angriest Man in Brooklyn

- 2014年、 アメリカ合衆国
- 『ランダム 存在の確率』 Coherence

- 2013年、 アメリカ合衆国
- 『リターン・トゥ・アース』 Project-M

- 2014年、 カナダ
- 『レベル15』 He Who Dares

- 2014年、 イギリス
- 『ロスト・フロア（英語版）』 Séptimo; 7th Floor

- 2013年、 スペイン・ アルゼンチン
- 『5 FEARS ファイブ・フィアーズ（英語版）』 Chilling Visions: 5 Senses of Fear

- 2013年、 アメリカ合衆国
- 『13の選択』 13 Sins

- 2013年、 アメリカ合衆国
- 『AFFLICTED アフリクテッド（英語版）』 Afflicted

- 2013年、 カナダ
- 『タイムリミット-72』 AWOL-72

- 2015年、 アメリカ合衆国
- 『DEBUG ディバグ（英語版）』 Debug

2014年、 カナダ
- 『Facebookで大逆転』 Friended to Death

- 2014年、 アメリカ合衆国
- 『FEAR X フェィアー・エックス（英語版）』 Fear X

- 2003年、 デンマーク・ イギリス